# ティベリウス・アエミリウス・マメルキヌス
ティベリウス・アエミリウス・マメルキヌス（ラテン語: Tiberius Aemilius Mamercinus、生没年不詳）は、紀元前4世紀の共和政ローマの政治家・軍人。紀元前339年に執政官（コンスル）を務めた。

## 出自
マメルキヌスは、パトリキ（貴族）であるアエミリウス氏族のマメルキヌス家の出身である。紀元前341年の執政官ルキウス・アエミリウス・マメルキヌス・プリウェルナスは兄弟あるいは近い親類と思われる。兄弟であるとすれば、父は紀元前366年と363年の執政官ルキウス・アエミリウス・マメルキヌスである。プラエノーメンに関しては、ティトゥス・リウィウスとカッシオドルスはティトゥス、シケリアのディオドロスはティベリウスとしている (ティトゥスの省略形はT.、ティベリウスのそれはTI.であり紛らわしい)。

## 経歴

### 五人委員会 (紀元前352年)
紀元前352年、マメルキヌスは、ガイウス・ドゥイッリウス、プブリウス・デキウス・ムス、マルクス・パピリウス、クィントゥス・プブリリウス・ピロと共に、市民の負債解消を目指す五人委員会（クィンクエウィリ メンサリイ）の一人となった。彼らは債務者の支払い能力を公正に判断して負債の返済を可能にし、パトリキとプレブス（平民）が再度調和することを試みた。

### 法務官（紀元前341年）
紀元前341年、マメルキヌスは法務官（プラエトル）として、サムニウムからの外交使節団による講和交渉を元老院に諮り、サムニウムとの講和が成立したことが記録されている。これによって第一次サムニウム戦争は終了した。

### 執政官（紀元前339年）
紀元前339年、マメルキヌスは執政官に就任、同僚慮執政官はプレブスのクィントゥス・プブリリウス・ピロであった。マメルキヌスはピロと共に、フェクトゥム平原の戦いでラティウム同盟に勝利した。ピロがラティウム軍の降伏を受け入れているときに、マメルキヌスはティブル（現在のティヴォリ）に支援されたペドゥム（en）、プラエネステ（現在のパレストリーナ）、ウェリトゥラエ（現在のヴェッレトリ）、さらにはラヌウウィウムとアンティウム（現在のアンツィオ）から派遣されてきた軍と戦った。
マメルキヌスは戦闘を優位に進めたが、ペドゥムの占領には失敗した。さらには、同僚のピロに対して元老院が凱旋式の実施を認めたことを知り、マメルキヌスは作戦を中止してローマに戻り、自身も凱旋式の実施を求めた。しかし、ペドゥムを陥落させていなかったために元老院はこれを拒否した。するとマメルキヌスは元老院との話し合いを中止し、数年前にラティウムから獲得していたカンパニアの土地の分配が不公平であるとしてプレブスが不満を訴えていた事など、パトリキにとって極めて不都合な告発を繰り返し、同僚のピロもプレブス出身のために妨害しなかった。一方、元老院は執政官たちを黙らせるため、ラティウムの反乱を口実に独裁官の任命を求めたが、指名権を持っていたマメルキヌスは同僚執政官のピロを独裁官に任命した。リウィウスによると、これは三つの重要な法案を通過させるためであった。その三つの法案（プブリリウス法）とは、
- プレブス民会の決議は全てのローマ市民に適用される。
- ケントゥリア民会に諮られる法案を、元老院は投票前に承認しなければならない。
- 監察官（ケンソル）の一人をプレブスとする。

であった。
しかし、現代の研究でもこれが事実かどうか解釈が割れている。これに疑問を呈するものは、執政官の一人が独裁官となった場合、独裁官は外交・軍事に専念し、内政には関与しないはずで、内容も紀元前287年のホルテンシウス法と類似しており、リウィウスのような古代の歴史家が重複記載をしたのではないかと考えている。しかし、ホルテンシウス法の方が、このプブリリウス法を再確認したものであるとする説もある。

## 参考資料
- ティトゥス・リウィウス 著、毛利晶 訳『ローマ建国以来の歴史 3』京都大学学術出版会、2008年。
- T. Robert S. Broughton , The Magistrates of the Roman Republic: Volume I, 509 BC - 100 BC , New York, The American Philological Association, al.  "Philological Monographs, number XV, volume I,"1951, 578  p.
- Münzer F. Publilius 11 // Realencyclopädie der classischen Altertumswissenschaft. - 1959. - Bd. XXIII, 2. - Kol. 1912-1916.